# Сан-Дзеноне-дельи-Эдзелини
Сан-Дзеноне-дельи-Эдзелини (итал. San Zenone degli Ezzelini) — коммуна в Италии, располагается в провинции Тревизо области Венеция.
Население составляет 6506 человек, плотность населения составляет 342 чел./км². Занимает площадь 19 км². Почтовый индекс — 31020. Телефонный код — 0423.
Покровителем коммуны почитается священномученик Зенон, епископ Веронский, празднование 12 апреля.

## Города-побратимы
- Маяно, Италия (2000)
- Марцлинг, Германия (2006)

## Персоналии
- Теодоро Вольф-Феррари (1878—1945), итальянский художник — умер в Сан-Дзеноне-дельи-Эццелини